# José Luis Caminero
José Luis Pérez Caminero (* 8. November 1967 in Madrid) ist ein ehemaliger spanischer Fußballspieler. Seine angestammte Position war das zentrale Mittelfeld.

## Laufbahn
Caminero begann seine Fußballerlaufbahn bei Real Madrid. Bei den Madrilenen schaffte er es in den Kader der Zweitmannschaft Castilla CF, die erste Mannschaft erreichte er allerdings nie. Im Sommer 1989 wechselte er zu Real Valladolid. 1991/92 stieg seine Mannschaft ab, doch bereits im folgenden Jahr konnte man, nicht zuletzt dank der starken Leistungen von Caminero, wieder zurück in die Primera División. Nach der vierten Saison bei den Kastiliern wechselte er im Sommer 1993 schließlich zu Atlético Madrid. Bei diesen wurde er schnell zu einer festen Größe im Mittelfeld und feierte schließlich in der Saison 1995/96 den Gewinn der Meisterschaft und des Pokals. 1998 kehrte er zu Real Valladolid zurück, wo er bis zu seinem Karriereende im Jahre 2004 verblieb.

### Nationalmannschaft
Caminero bestritt mit Spanien die Endrunden der Fußball-Weltmeisterschaft 1994 sowie der Fußball-Europameisterschaft 1996.

## Erfolge als Spieler
- 1× Spanische Meisterschaft
  - 1995/96
- 1× Spanischer Pokal
  - 1995/96

## Nach der aktiven Karriere
Im Sommer 2011 wurde er als Nachfolger von Jesús García Pitarch Sportdirektor bei Atlético Madrid, wo er bereits als Spieler tätig war.
| Personendaten    | Personendaten                                  |
| ---------------- | ---------------------------------------------- |
| NAME             | Caminero, José Luis                            |
| ALTERNATIVNAMEN  | Pérez Caminero, José Luis (vollständiger Name) |
| KURZBESCHREIBUNG | spanischer Fußballspieler                      |
| GEBURTSDATUM     | 8. November 1967                               |
| GEBURTSORT       | Madrid, Spanien                                |